# Wolfgang Schenkluhn
Wolfgang Schenkluhn (* 9. Oktober 1952 in Groß-Umstadt) ist ein deutscher Kunsthistoriker. Schenkluhn war von 1995 bis 2018 Professor für Kunstgeschichte des Mittelalters an der Martin-Luther-Universität Halle-Wittenberg.

## Leben
Schenkluhn studierte von 1974 bis 1982 Kunstgeschichte, Philosophie und Soziologie an der Johann-Wolfgang-Goethe-Universität in Frankfurt am Main und an der Philipps-Universität Marburg. Er promovierte 1983 an der Marburger Universität mit der Dissertation Ordines studentes. Aspekte zur Kirchenarchitektur der Dominikaner und Franziskaner im 13. Jahrhundert zum Doktor der Philosophie. Noch im gleichen Jahr, bis 1984, wurde Schenkluhn Wissenschaftlicher Mitarbeiter am Liebieghaus, der Skulpturensammlung, in Frankfurt am Main.
Ab 1984 arbeitete er als Hochschulassistent an der Universität Stuttgart. 1990 habilitierte sich Schenkluhn an der Universität Stuttgart mit der Habilitationsschrift San Francesco in Assisi. Ecclesia specialis. Die Vision Papst Gregors IX. von einer Erneuerung der Kirche zum Hochschullehrer. 1992 übernahm er eine Lehrstuhlvertretung an der Kunstakademie Stuttgart, 1993 an der Universität Tübingen und von 1994 bis 1995 an der Martin-Luther-Universität Halle-Wittenberg. 1995 erhielt Schenkluhn eine ordentliche Professur für Kunstgeschichte des Mittelalters an der Halleschen Universität.
Seine Arbeits- und Forschungsschwerpunkte sind die Klosterbaukunst in Europa, die Ottonische Kunst, Architektur und Skulptur des Mittelalters sowie Porträtmalerei, Bildwissenschaft und Denkmalpflege. Er war von 1998 bis 2003 Dekan bzw. Prodekan des Fachbereiches Kunst-, Orient- und Altertumswissenschaften und der Philosophischen Fakultät der Universität Halle. Von 2003 bis 2006 war Schenkluhn Prorektor für Studium und Lehre, von 2006 bis 2008 Geschäftsführender Direktor des Instituts für Kunstgeschichte und Archäologien Europas und von 2006 bis 2010 Mitglied des Akademischen Senats der Universität Halle.
Schenkluhn übernahm von 1995 bis 2015 den Vorsitz des Landesdenkmalrates in Sachsen-Anhalt. Er ist unter anderem seit 1996 Mitglied im Deutschen Nationalkomitee von ICOMOS, seit 1998 Mitglied im Beirat der Kulturstiftung Sachsen-Anhalt, seit 2004 Mitglied im wissenschaftlichen Beirat der Stiftung Luthergedenkstätten in Sachsen-Anhalt, seit 2006 Mitglied der Historischen Kommission für Sachsen-Anhalt sowie von 2006 bis 2019 Vorsitzender des Europäischen Romanik Zentrums. Er ist Autor und Rezensent von über 80 Fachveröffentlichungen und Herausgeber bzw. Mitherausgeber der Reihen Hallesche Beiträge zur Kunstgeschichte, More Romano und der Schriftenreihe der Vereinigten Domstifter zu Merseburg und Naumburg und des Kollegiatstifts Zeitz.
Für seine Verdienste erhielt Wolfgang Schenkluhn im Februar 2018 das Bundesverdienstkreuz 1. Klasse.

## Veröffentlichungen (Auswahl)

### Autor
- Ordines studentes. Aspekte zur Kirchenarchitektur der Dominikaner und Franziskaner im 13. Jahrhundert. (Dissertationsschrift), Mann, Berlin 1985. ISBN 3-7861-1409-9.
- Nachantike kleinplastische Bildwerke. Band 1, Mittelalter 11. Jahrhundert bis 1530/40, Gutenberg, Melsungen 1987. ISBN 3-87280-041-8.
- Die Kathedrale in Reims. Architektur als Schauplatz politischer Bedeutungen. mit Hans-Joachim Kunst, Fischer, Frankfurt am Main 1988. ISBN 978-3-596-23936-8.
- San Francesco in Assisi. Ecclesia specialis. Die Vision Papst Gregors IX. von einer Erneuerung der Kirche. (Habilitationsschrift), Wissenschaftliche Buchgesellschaft, Darmstadt 1991. ISBN 978-3-534-11374-3.
- Architektur der Bettelorden. Die Baukunst der Dominikaner und Franziskaner in Europa. Primus, Darmstadt 2000. ISBN 978-3-89678-159-8.

### Herausgeber
- Stiftung Kunsthaus Heylshof. Kritischer Katalog der Gemäldesammlung. Werner, Worms 1992. ISBN 978-3-88462-087-8.
- Die Welt im Jahr 1000. mit Franz-Josef Brüggemeier, Herder, Freiburg 2000. ISBN 978-3-451-27090-1.
- Aufgedeckt. Ein neuer ottonischer Kirchenbau am Magdeburger Domplatz. Teil 1 mit Harald Meller, Landesamt für Denkmalpflege und Archäologie Sachsen-Anhalt, Halle 2005. ISBN 978-3-910010-87-1.
- Romanik in Europa. Kommunikation – Tradition – Rezeption. mit Leonhard Helten, Kratzke, Leipzig 2009. ISBN 978-3-9811555-1-8.
- Aufgedeckt. Forschungsgrabungen am Magdeburger Dom. 2006–2009. Teil 2 mit Harald Meller und Boje E. Hans Schmuhl, Landesamt für Denkmalpflege und Archäologie Sachsen-Anhalt, Halle 2009. ISBN 978-3-939414-44-5.
- Der Magdeburger Dom im Europäischen Kontext. mit Andreas Waschbüsch, Schnell & Steiner, Regensburg 2012. ISBN 978-3-7954-2451-0.
- Kunst und Kultur in ottonischer Zeit. Forschungen zum Frühmittelalter. mit Andreas Ranft, Schnell & Steiner, Regensburg 2013. ISBN 978-3-7954-2715-3.
- Kulturstraßen als Konzept. 20 Jahre Straße der Romanik. mit Andreas Ranft, Schnell & Steiner, Regensburg 2016. ISBN 978-3-7954-2912-6.